# Mehndi

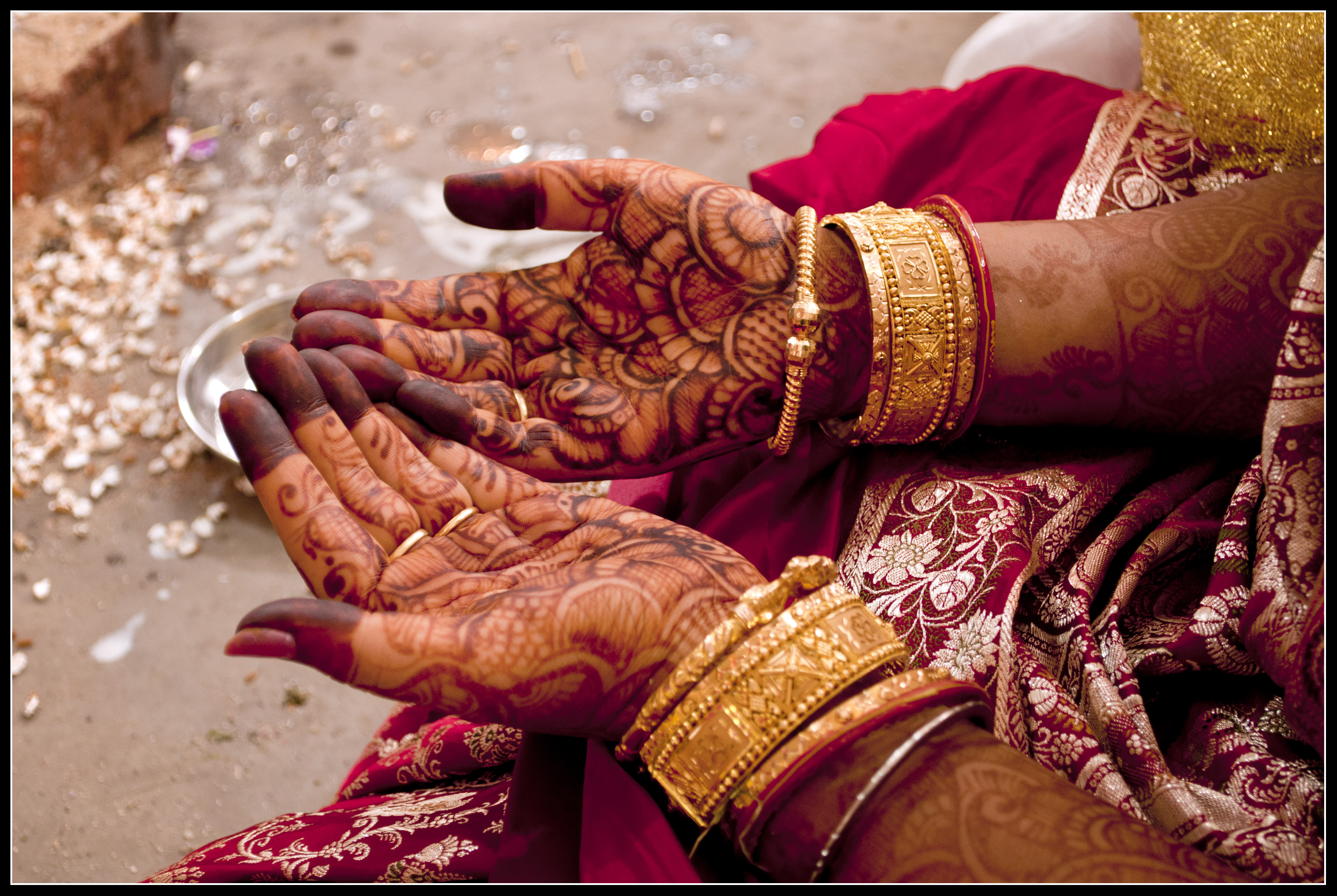
Mehndi decoraties op de handen van een Indiase bruid

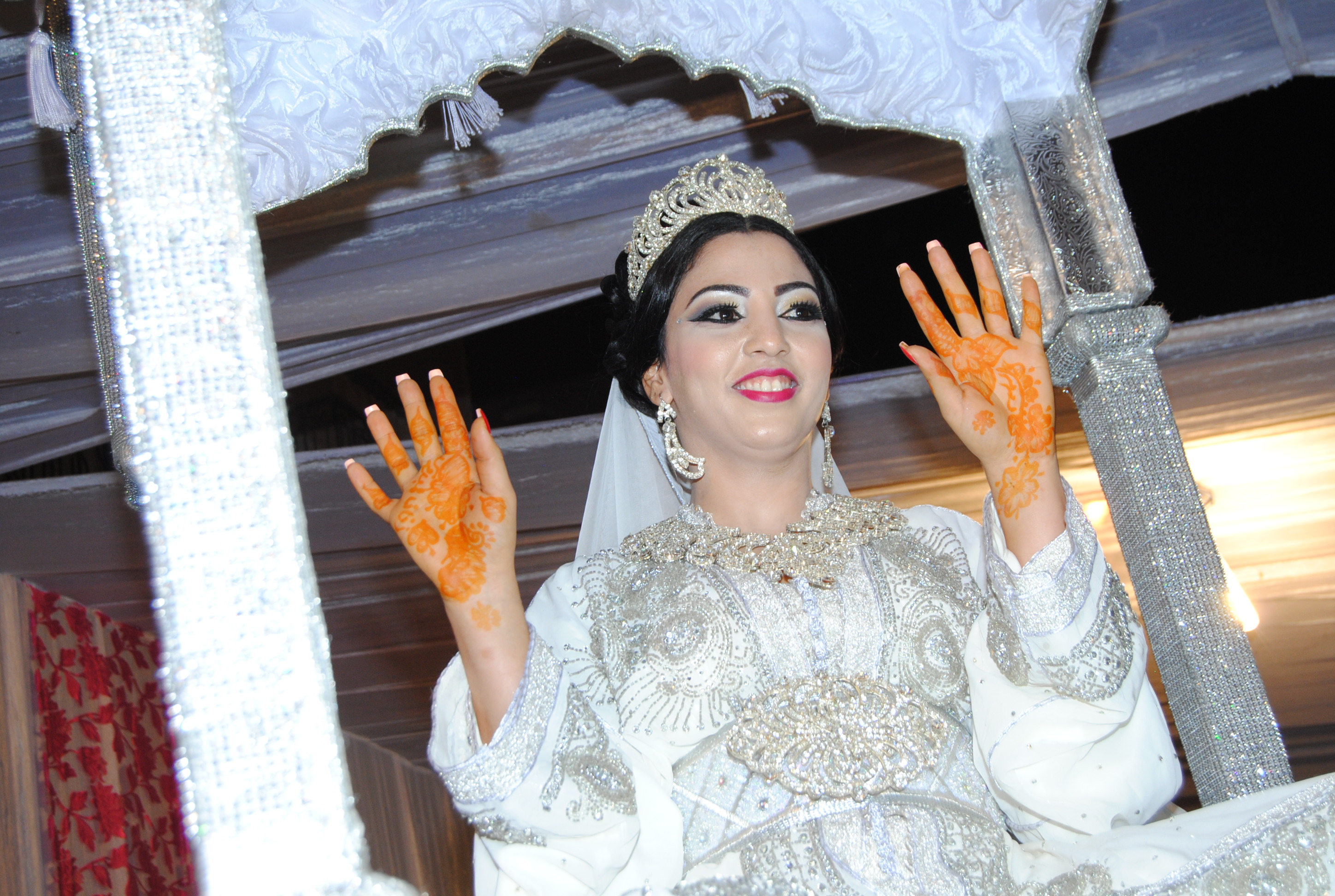
Marokkaanse Bruid

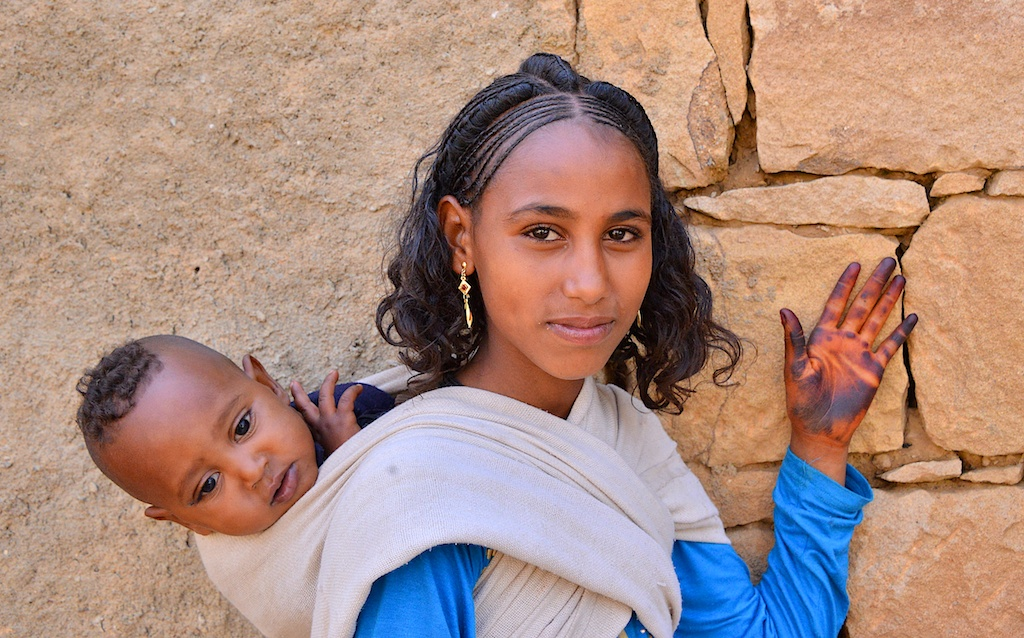
Hand bedekt met Henna, Ethiopië

Mehndi (Hindi: मेंहदी, Urdu: مينہدي)  of Mehendi is een vorm van tijdelijke huiddecoratie waarbij gebruik wordt gemaakt van een pasta gemaakt met henna. In het Westen staat mehndi algemeen bekend als Henna. 
Mehndi is afkomstig uit Zuid-Azië, maar vergelijkbare tradities komen ook voor in Noord-Afrika, het Midden-Oosten en Oost-Afrika. De traditie komt ook voor in het Caraïbisch gebied onder de Hindostaanse bevolking.
Het vroegste gebruik van henna is terug te leiden tot het oude Nabije Oosten, het oude Egypte en in het Indisch subcontinent waar het werd gebruikt om huid of haar te verven, maar ook voor stoffen en materialen als zijde, wol en leer.
In Zuid-Azië wordt mehndi op het lichaam aangebracht door hindoe, sikh en moslimvrouwen, vaak op hun handen en voeten. Hindoevrouwen passen mehndi toe tijdens festivals als Karva Chauth, Diwali en Navratri. Moslimvrouwen passen mehndi toe tijdens gelegenheden zoals Eid al-Fitr en Eid al-Adha. In het Caraïbisch gebied wordt het soms ook aangebracht tijdens Carnaval.

## Etymologie
Het woord mehndi is afkomstig van het Sanskrietwoord mendhika (मेन्धिका), verwijzend naar de rode kleurstof die vrijkomt door de hennaplant. henna is afkomstig van het Arabische woord hina (حِنَّاء) verwijzend naar de plant.

## Huwelijk
Het aanbrengen van mehndi of henna door vrouwen tijdens huwelijks ceremonies komt voor in verscheidene culturen. Zo heb je binnen de Noord-Indiase en Pakistaanse cultuur Mehendi Ki Raat of mehendi-avond, een ceremonie aan de kant van de bruid volledig gewijd aan het aanbrengen van mehndi. Binnen de Turkse en Marokkaanse cultuur heb je het hennafeest een vergelijkbare traditie gewijd aan het aanbrengen van henna. Beide tradities kunnen vergeleken worden met het westerse vrijgezellenfeest.